# 栗良平
栗 良平（くり りょうへい、本名・伊藤 貢、1943年 - ）は、日本の作家。

## 経歴
北海道砂川市出身。北海道砂川北高等学校卒業後、病院職員として10年間勤務。退職後、全国を行脚し各地の民話を収集。創作民話作家として、執筆講演活動を始める。
1989年、元々栗が口演し書籍化された童話『一杯のかけそば』が口コミで広がり、2月17日に開かれた衆議院予算委員会で、当時公明党所属の大久保直彦が質疑中に本書を朗読して涙を誘ったということもあって話題となり、映画化もされた。
しかしその後、自称していた「北海道大学医学部卒」が虚偽である事が発覚。さらに、滋賀県で寸借詐欺をしたことも明らかになり、表舞台から姿を消すこととなった。
1994年、北海道静内町で人妻を誘惑し、1998年まで各地を転々とし詐欺的行為を繰り返したとされる。その後、滋賀県大津市の山中でテント生活を始め、さらに詐欺的行為を繰り返し、同市にある岩間山正法寺の次女と親しくなり、寺は真言宗醍醐派からの離脱を申し出たが総本山醍醐寺は認めず、裁判となって最高裁で敗訴したという。

## 著書
- 『栗良平作品集』第1 - 3集（栗っ子の会、栗っ子童話シリーズ） 1988 - 1990
- 『一杯のかけそば』（角川文庫） 1992
- 『一杯のかけそば』（青冬社） 1992